# دانیل پرز (بازیکن فوتبال، زاده ۲۰۰۲)
دانیل پرز (انگلیسی: Daniel Pérez؛ زادهٔ ۱۷ ژانویهٔ ۲۰۰۲) بازیکن فوتبال اهل ونزوئلا است که در حال حاضر برای لوکرن-تمسه به صورت قرضی از کلوب نکست در پست مهاجم بازی می‌کند.
از باشگاه‌هایی که در آن بازی کرده است می‌توان به کلوب بروژ اشاره کرد.
وی همچنین در تیم‌های ملی فوتبال زیر ۱۷ سال بازی کرده است.